# 660

## Nașteri
- dată necunoscută: Leontios al II-lea  (d. 706)
- dată necunoscută: Andrei din Creta  (d. 740)
- dată necunoscută: Cunincpert  (d. 700)
- dată necunoscută: Sfântul Aubert preot francez (d. 725)

## Decese
- 1 decembrie: Sfântul Eligius, episcop de Noyon, meșteșugar aurar și monetar francez, ministru al Finanțelor în timpul domniei lui Dagobert I, 72 ani (n. 588)